# Fluminense FC (Salvador)
Fluminense FC was een Braziliaanse voetbalclub uit Salvador in de deelstaat Bahia. De club was vooral succesvol de beginjaren van het Braziliaanse voetbal en werd twee keer staatskampioen en zes keer vicekampioen. 

## Erelijst
- Campeonato Baiano

1913, 1915